# Cephalosphaera guanacastensis
Cephalosphaera guanacastensis är en tvåvingeart som beskrevs av José Albertino Rafael och Da S. Menezes 1999. Cephalosphaera guanacastensis ingår i släktet Cephalosphaera och familjen ögonflugor. Inga underarter finns listade i Catalogue of Life.